# Olympische Sommerspiele 1908/Teilnehmer (Ungarn)
| Gelbes Symbol für Goldmedaillen mit stilisierten Olympischen Ringen | Graues Symbol für Silbermedaillen mit stilisierten Olympischen Ringen | Braundes Symbol für Bronzemedaillen mit stilisierten Olympischen Ringen |
| ------------------------------------------------------------------- | --------------------------------------------------------------------- | ----------------------------------------------------------------------- |
| 3                                                                   | 4                                                                     | 2                                                                       |

Ungarn nahm an den Olympischen Sommerspielen 1908 in London, Großbritannien, mit einer Delegation von 66 Sportlern teil. Dabei konnten die Athleten drei Gold-, vier Silber- und zwei Bronzemedaillen gewinnen.

## Medaillengewinner

### Olympiasieger
| Name                                                          | Sportart | Wettkampf                  |
| ------------------------------------------------------------- | -------- | -------------------------- |
| Jenő Fuchs                                                    | Fechten  | Säbel Einzel               |
| Dezsö Földes Jenő Fuchs Oszkár Gerde Péter Tóth Lajos Werkner | Fechten  | Säbel Mannschaft           |
| Richárd Weisz                                                 | Ringen   | Schwergewicht (über 93 kg) |

### Silber
| Name                                                          | Sportart       | Wettkampf          |
| ------------------------------------------------------------- | -------------- | ------------------ |
| Béla Zulawszky                                                | Fechten        | Säbel Einzel       |
| István Somodi                                                 | Leichtathletik | Hochsprung         |
| Zoltán Halmay                                                 | Schwimmen      | 100 m Freistil     |
| József Munk Imre Zachár Béla von Las-Torres Zoltán von Halmay | Schwimmen      | 4 × 200 m Freistil |

### Bronze
| Name                                           | Sportart       | Wettkampf          |
| ---------------------------------------------- | -------------- | ------------------ |
| Pál Simon Frigyes Mezei József Nagy Ödön Bodor | Leichtathletik | Olympische Staffel |
| Károly Levitzky                                | Rudern         | Einer              |

## Teilnehmer nach Sportarten

### Fechten

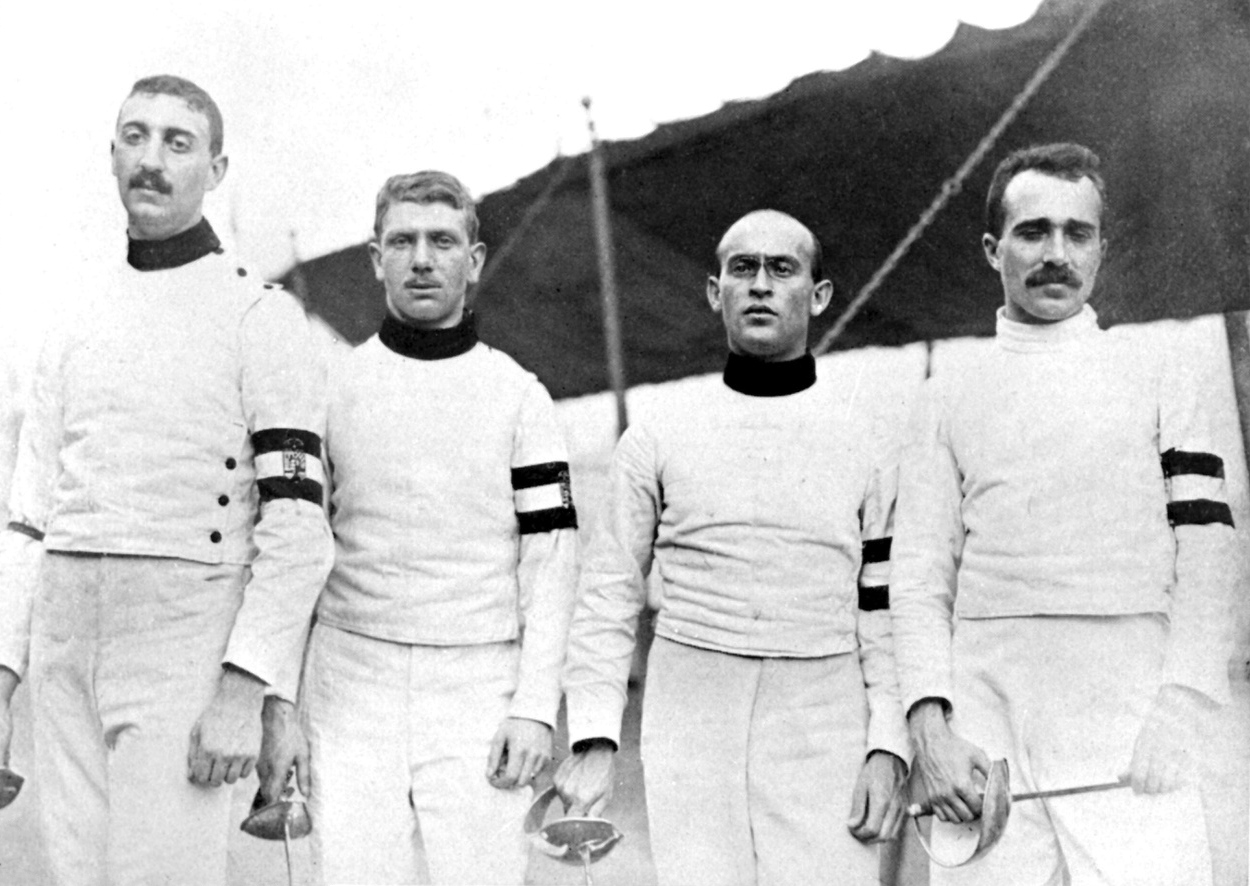
Werkner, Gerde, Fuchs und Tóth wurden mit der ungarischen Säbelmannschaft Olympiasieger

| Disziplin    | Platz         | Athlet         | Erste Runde                | Zweite Runde              | Halbfinale                | Finale         |
| ------------ | ------------- | -------------- | -------------------------- | ------------------------- | ------------------------- | -------------- |
| Männer       |               |                |                            |                           |                           |                |
| Degen Einzel | Erste Runde   | Béla Zulawszky | 2-4 (Vierter in Gruppe J)  | nicht erreicht            | nicht erreicht            | nicht erreicht |
| Degen Einzel | Erste Runde   | Péter Tóth     | 1-3 (Vierter in Gruppe M)  | nicht erreicht            | nicht erreicht            | nicht erreicht |
| Degen Einzel | Erste Runde   | Dezső Földes   | 1-5 (Sechster in Gruppe G) | nicht erreicht            | nicht erreicht            | nicht erreicht |
| Säbel Einzel | Olympiasieger | Jenő Fuchs     | 5-0 (Erster in Gruppe K)   | 3-1 (Erster in Gruppe 1)  | 6-1 (Erster in Gruppe 1)  | 6-1            |
| Säbel Einzel | Zweiter       | Béla Zulawszky | 3-2 (Dritter in Gruppe H)  | 2-1 (Zweiter in Gruppe 4) | 5-2 (Erster in Gruppe 2)  | 6-1            |
| Säbel Einzel | Vierter       | Jenő Szántay   | 3-1 (Erster in Gruppe F)   | 3-1 (Zweiter in Gruppe 6) | 4-3 (Dritter in Gruppe 1) | 3-4            |
| Säbel Einzel | Fünfter       | Péter Tóth     | 2-2 (Zweiter in Gruppe B)  | 4-0 (Erster in 6)         | 5-2 (Erster in Gruppe 2)  | 3-4            |
| Säbel Einzel | Sechster      | Lajos Werkner  | 5-1 (Erster in Gruppe M)   | 4-0 (Erster in Gruppe 2)  | 5-2 (Zweiter in Gruppe 1) | 2-5            |
| Säbel Einzel | Zweite Runde  | Dezső Földes   | 5-0 (Erster in Gruppe G)   | 3-1 (Zweiter in Gruppe 2) | 3-4 (Fünfter in Gruppe 1) | nicht erreicht |
| Säbel Einzel | Zweite Runde  | Oszkár Gerde   | 4-1 (Erster in Gruppe I)   | 4-0 (Erster in Gruppe 5)  | 4-3 (Fünfter in Gruppe 2) | nicht erreicht |
| Säbel Einzel | Erste Runde   | Jenő Apáthy    | 5-2 (Zweiter in Gruppe J)  | 2-1 (Dritter in Gruppe 8) | nicht erreicht            | nicht erreicht |

| Disziplin        | Platz         | Athleten                                                                  | Qualifikation     | Erste Runde                               | Halbfinale                     | Finale                                       | Hoffnungsrunde     | Fechten um Platz 2 |
| ---------------- | ------------- | ------------------------------------------------------------------------- | ----------------- | ----------------------------------------- | ------------------------------ | -------------------------------------------- | ------------------ | ------------------ |
| Männer           |               |                                                                           |                   |                                           |                                |                                              |                    |                    |
| Säbel Mannschaft | Olympiasieger | Jenő Fuchs Oszkár Gerde Péter Tóth Lajos Werkner Dezső Földes Jenő Apáthy | nicht ausgetragen | Besiegte Deutsches Reich 9-0 → Halbfinale | Besiegte Italien 11-5 → Finale | Besiegte Böhmen 9-7 → Gewonnen Olympiasieger | nicht qualifiziert | nicht qualifiziert |

### Leichtathletik
| Disziplin                      | Platz        | Athlet(en)                                     | Vorlauf                               | Halbfinale                          | Finale         |
| ------------------------------ | ------------ | ---------------------------------------------- | ------------------------------------- | ----------------------------------- | -------------- |
| Männer                         |              |                                                |                                       |                                     |                |
| 100 m                          | Vorläufe     | Vilmos Rácz                                    | 11,4 Sekunden Zweiter, 15. Vorlauf    | nicht erreicht                      | nicht erreicht |
| 100 m                          | Vorläufe     | Pál Simon                                      | 11,5 Sekunden Zweiter, elfter Vorlauf | nicht erreicht                      | nicht erreicht |
| 100 m                          | Vorläufe     | Frigyes Mezei                                  | k. A. Vierter, 14. Vorlauf            | nicht erreicht                      | nicht erreicht |
| 200 m                          | Halbfinalist | Károly Radóczy                                 | kampflos Erster, siebter Vorlauf      | k. A. Dritter, erstes Halbfinale    | nicht erreicht |
| 200 m                          | Vorläufe     | Vilmos Rácz                                    | k. A. Zweiter, vierter Vorlauf        | nicht erreicht                      | nicht erreicht |
| 200 m                          | Vorläufe     | Frigyes Mezei                                  | k. A. Zweiter, sechster Vorlauf       | nicht erreicht                      | nicht erreicht |
| 200 m                          | Vorläufe     | Pál Simon                                      | k. A. Vierter, zehnter Vorlauf        | nicht erreicht                      | nicht erreicht |
| 400 m                          | Vorläufe     | József Nagy                                    | k. A. Zweiter, siebter Vorlauf        | nicht erreicht                      | nicht erreicht |
| 800 m                          | Vierter      | Ödön Bodor                                     | nicht ausgetragen                     | 1:58,6 Erster, erstes Halbfinale    | 1:55,4         |
| 800 m                          | Halbfinalist | József Nagy                                    | nicht ausgetragen                     | k. A. Vierter, drittes Halbfinale   | nicht erreicht |
| 1500 m                         | Halbfinalist | József Nagy                                    | nicht ausgetragen                     | k. A. Zweiter, fünftes Halbfinale   | nicht erreicht |
| 1500 m                         | Halbfinalist | Ödön Bodor                                     | nicht ausgetragen                     | k. A. Achter, erstes Halbfinale     | nicht erreicht |
| 110 m Hürden                   | Vorläufe     | Nándor Kovács                                  | k. A. Zweiter, zehnter Vorlauf        | nicht erreicht                      | nicht erreicht |
| 400 m Hürden                   | Halbfinalist | Nándor Kovács                                  | kampflos Erster, neunter Vorlauf      | DNF —, zweites Halbfinale           | nicht erreicht |
| 3200 m Hindernis               | —            | Antal Lovas                                    | nicht ausgetragen                     | DNF —, zweites Halbfinale           | nicht erreicht |
| Olympische Staffel             | Dritter      | Pál Simon Frigyes Mezei József Nagy Ödön Bodor | nicht ausgetragen                     | 3:32,6 Erster, erstes Halbfinale    | 3:32,5         |
| 5 Meilen (8047 m)              | —            | Antal Lovas                                    | nicht ausgetragen                     | DNF —, sechstes Halbfinale          | nicht erreicht |
| Marathon                       | —            | L. Merenyi                                     | nicht ausgetragen                     | nicht ausgetragen                   | DNS            |
| 3500 m Gehen                   | 19.          | István Drubina                                 | nicht ausgetragen                     | 18:44,6 Vierter, zweites Halbfinale | nicht erreicht |
| Disziplin                      | Platz        | Athlet                                         | Höhe/Weite                            |                                     |                |
| Männer                         |              |                                                |                                       |                                     |                |
| Hochsprung                     | Zweiter      | István Somodi                                  | nicht ausgetragen                     | nicht ausgetragen                   | 1,88 Meter     |
| Hochsprung                     | 13.          | József Haluszinsky                             | nicht ausgetragen                     | nicht ausgetragen                   | 1,72 Meter     |
| Weitsprung                     | 14.          | Ödön Holits                                    | nicht ausgetragen                     | nicht ausgetragen                   | 6,44 Meter     |
| Weitsprung                     | 21.–32.      | Géza Kovesdi                                   | nicht ausgetragen                     | nicht ausgetragen                   | k. A.          |
| Stabhochsprung                 | Achter       | Károly Szathmáry                               | nicht ausgetragen                     | nicht ausgetragen                   | 3,35 Meter     |
| Kugelstoßen                    | Neunte-25.   | István Mudin                                   | nicht ausgetragen                     | nicht ausgetragen                   | k. A.          |
| Kugelstoßen                    | Neunte-25.   | Mór Kóczán                                     | nicht ausgetragen                     | nicht ausgetragen                   | k. A.          |
| Diskuswurf (freier Stil)       | Siebter      | György Luntzer                                 | nicht ausgetragen                     | nicht ausgetragen                   | 38,34 Meter    |
| Diskuswurf (freier Stil)       | Zwölfter-42. | Ferenc Jesina                                  | nicht ausgetragen                     | nicht ausgetragen                   | k. A.          |
| Diskuswurf (freier Stil)       | Zwölfter-42. | Imre Mudin                                     | nicht ausgetragen                     | nicht ausgetragen                   | k. A.          |
| Diskuswurf (freier Stil)       | Zwölfter-42. | Mór Kóczán                                     | nicht ausgetragen                     | nicht ausgetragen                   | k. A.          |
| Hammerwurf                     | Zehnter-19.  | István Mudin                                   | nicht ausgetragen                     | nicht ausgetragen                   | k. A.          |
| Diskuswurf (griechischer Stil) | Siebter      | István Mudin                                   | nicht ausgetragen                     | nicht ausgetragen                   | 33,11 Meter    |
| Diskuswurf (griechischer Stil) | Elfter-23.   | György Luntzer                                 | nicht ausgetragen                     | nicht ausgetragen                   | k. A.          |
| Diskuswurf (griechischer Stil) | Elfter-23.   | Imre Mudin                                     | nicht ausgetragen                     | nicht ausgetragen                   | k. A.          |
| Diskuswurf (griechischer Stil) | Elfter-23.   | Mór Kóczán                                     | nicht ausgetragen                     | nicht ausgetragen                   | k. A.          |
| Speerwurf (freier Stil)        | Siebter      | Imre Mudin                                     | nicht ausgetragen                     | nicht ausgetragen                   | 45,97 Meter    |
| Speerwurf (freier Stil)        | Zehnter-33.  | Ferenc Jesina                                  | nicht ausgetragen                     | nicht ausgetragen                   | k. A.          |
| Speerwurf (freier Stil)        | Zehnter-33.  | György Luntzer                                 | nicht ausgetragen                     | nicht ausgetragen                   | k. A.          |
| Speerwurf (freier Stil)        | Zehnter-33.  | István Mudin                                   | nicht ausgetragen                     | nicht ausgetragen                   | k. A.          |
| Speerwurf (freier Stil)        | Zehnter-33.  | Mór Kóczán                                     | nicht ausgetragen                     | nicht ausgetragen                   | k. A.          |

### Ringen
| Disziplin                                                 | Platz         | Athlet         | Erste Runde            | Achtelfinale           | Viertelfinale        | Halbfinale                    | Finale Kampf um Platz 3   |
| --------------------------------------------------------- | ------------- | -------------- | ---------------------- | ---------------------- | -------------------- | ----------------------------- | ------------------------- |
| Männer                                                    |               |                |                        |                        |                      |                               |                           |
| Leichtgewicht (bis 66,6 kg) (griechisch-römischer Stil)   | Fünfter       | József Maróthy | Besiegte Rose          | Besiegte Wood          | Verlor gegen Persson | nicht erreicht                | nicht erreicht            |
| Leichtgewicht (bis 66,6 kg) (griechisch-römischer Stil)   | Fünfter       | Ödön Radvány   | Besiegte Ruff          | Besiegte Hawkins       | Verlor gegen Orlov   | nicht erreicht                | nicht erreicht            |
| Leichtgewicht (bis 66,6 kg) (griechisch-römischer Stil)   | Neunter       | József Téger   | Besiegte Moppes        | Verlor gegen Porro     | nicht erreicht       | nicht erreicht                | nicht erreicht            |
| Mittelgewicht (bis 73 kg) (griechisch-römischer Stil)     | Neunter       | Miklós Orosz   | Freilos                | Verlor gegen Jósefsson | nicht erreicht       | nicht erreicht                | nicht erreicht            |
| Halbschwergewicht (bis 93 kg) (griechisch-römischer Stil) | Vierter       | Hugó Payr      | Freilos                | Besiegte Zamotin       | Besiegte Westrop     | Verlor gegen Weckman          | Verlor gegen Jensen       |
| Halbschwergewicht (bis 93 kg) (griechisch-römischer Stil) | 17.           | György Luntzer | Verlor gegen Wijbrands | nicht erreicht         | nicht erreicht       | nicht erreicht                | nicht erreicht            |
| Schwergewicht (über 93 kg) (griechisch-römischer Stil)    | Olympiasieger | Richárd Weisz  | nicht ausgetragen      | nicht ausgetragen      | Besiegte C. Jensen   | Besiegte S. Jensen            | Besiegte Alexander Petrow |
| Schwergewicht (über 93 kg) (griechisch-römischer Stil)    | Vierter       | Hugó Payr      | nicht ausgetragen      | nicht ausgetragen      | Besiegte Barrett     | Verlor gegen Alexander Petrow | Verlor gegen S. Jensen    |

### Rudern
| Disziplin | Platz   | Athleten | Erste Runde           | Viertelfinale                        | Halbfinale                       | Finale         |
| --------- | ------- | --- | --------------------- | ------------------------------------ | -------------------------------- | -------------- |
| Männer    |         | |                       |                                      |                                  |                |
| Einer     | Dritter | Károly Levitzky | Freilos               | 10,8 Erster, zweites Viertelfinale   | k. A. Zweiter, erstes Halbfinale | nicht erreicht |
| Einer     | Neunter | Ernő Killer | DNF —, erster Vorlauf | nicht erreicht                       | nicht erreicht                   | nicht erreicht |
| Achter    | Fünfter | Sándor Kleckner, Lajos Haraszthy, Antal Szebeny, Róbert Éder, Sándor Hautzinger, Jenö Várady, Imre Wampetich, Ferenc Kirchknopf, Kálmán Vasko | nicht ausgetragen     | k. A. Zweiter, zweites Viertelfinale | nicht erreicht                   | nicht erreicht |

### Schießen
| Disziplin                        | Platz | Athlet(en)     | Punkte |
| -------------------------------- | ----- | -------------- | ------ |
| Männer                           |       |                |        |
| Freies Gewehr Dreistellungskampf | 43.   | Sándor Prokopp | 627    |
| Freies Gewehr Dreistellungskampf | 49.   | István Móricz  | 490    |

### Schwimmen
| Disziplin          | Platz        | Athlet(en)                                                | Vorläufe                        | Halbfinale                          | Finale         |
| ------------------ | ------------ | --------------------------------------------------------- | ------------------------------- | ----------------------------------- | -------------- |
| Männer             |              |                                                           |                                 |                                     |                |
| 100 m Freistil     | Zweiter      | Zoltán Halmay                                             | 1:08,2 Erster, erster Vorlauf   | 1:09,4 Erster, erstes Halbfinale    | 1:06,2         |
| 100 m Freistil     | Vorläufe     | József Ónody                                              | 1:13,2 Zweiter, fünfter Vorlauf | nicht erreicht                      | nicht erreicht |
| 100 m Freistil     | Vorläufe     | József Munk                                               | k. A. 3-5, zweiter Vorlauf      | nicht erreicht                      | nicht erreicht |
| 100 m Freistil     | Vorläufe     | Henrik Hajós                                              | k. A. 3-5, dritter Vorlauf      | nicht erreicht                      | nicht erreicht |
| 400 m Freistil     | Halbfinalist | Béla von Las-Torres                                       | 5:52,2 Zweiter, erster Vorlauf  | k. A. Vierter, erstes Halbfinale    | nicht erreicht |
| 400 m Freistil     | Halbfinalist | Henrik Hajós                                              | 6:19,8 Erster, neunter Vorlauf  | k. A. Fünfter, erstes Halbfinale    | nicht erreicht |
| 400 m Freistil     | Halbfinalist | Imre Zachár                                               | 6:09,8 Erster, achter Vorlauf   | DNF —, zweites Halbfinale           | nicht erreicht |
| 400 m Freistil     | Vorläufe     | József Ónody                                              | k. A. Dritter, siebter Vorlauf  | nicht erreicht                      | nicht erreicht |
| 100 m Rücken       | —            | Sándor Kugler                                             | DSQ —, erster Vorlauf           | nicht erreicht                      | nicht erreicht |
| 200 m Brust        | Vierter      | Ödön Toldi                                                | 3:14,4 Erster, vierter Vorlauf  | 3:16,4 Zweiter, erstes Halbfinale   | 3:15,2         |
| 200 m Brust        | Halbfinalist | József Fabinyi                                            | 3:23,4 Erster, sechster Vorlauf | k. A. Vierter, erstes Halbfinale    | nicht erreicht |
| 200 m Brust        | Vorläufe     | András Baronyi                                            | 3:18,0 Zweiter, zweiter Vorlauf | nicht erreicht                      | nicht erreicht |
| 4 × 200 m Freistil | Zweiter      | József Munk Imre Zachár Béla von Las-Torres Zoltán Halmay | nicht ausgetragen               | Kampflos Erster, drittes Halbfinale | 10:59,0        |

### Tennis
| Disziplin      | Platz   | Athlet                  | Erste Runde       | Zweite Runde       | Achtelfinale                 | Viertelfinale  | Halbfinale     | Finale         |
| -------------- | ------- | ----------------------- | ----------------- | ------------------ | ---------------------------- | -------------- | -------------- | -------------- |
| Männer         |         |                         |                   |                    |                              |                |                |                |
| Einzel (Rasen) | 16.     | Dezső Lauber            | Freilos           | Verlor gegen Dixon | nicht erreicht               | nicht erreicht | nicht erreicht | nicht erreicht |
| Einzel (Rasen) | 16.     | Ede Tóth                | Besiegte Gruss    | Verlor gegen Parke | nicht erreicht               | nicht erreicht | nicht erreicht | nicht erreicht |
| Einzel (Rasen) | 16.     | Jenő Zsigmondy          | Freilos           | Verlor gegen Hykš  | nicht erreicht               | nicht erreicht | nicht erreicht | nicht erreicht |
| Doppel (Rasen) | Siebter | Jenő Zsigmondy Ede Tóth | nicht ausgetragen | Freilos            | Verloren gegen Ritchie/Parke | nicht erreicht | nicht erreicht | nicht erreicht |

### Turnen
| Disziplin       | Platz | Athlet         | Punkte |
| --------------- | ----- | -------------- | ------ |
| Männer          |       |                |        |
| Einzelmehrkampf | 15.   | János Nyisztor | 236    |
| Einzelmehrkampf | 34.   | Kálmán Szabó   | k. A.  |
| Einzelmehrkampf | 39.   | Imre Gellért   | k. A.  |
| Einzelmehrkampf | 45.   | Mihály Antos   | k. A.  |
| Einzelmehrkampf | —     | Frigyes Gráf   | DNF    |